# Цой, Гилен Васильевич
Гилен Васильевич Цой (27 июня 1920, Владивосток — 21 февраля 2014, Астана) — советский и казахский медик, доктор, профессор, заслуженный врач КазССР и Казахстана, почётный гражданин Астаны, отличник здравоохранения, академик Академии медицинских наук Казахстана, почётный академик Евразийской академии естественных наук.

## Биография
Родился 27 июня 1920 года во Владивостоке. Отец, Цой Шену, был учёным, в 1930-е годы стал первым корейским учёным в СССР в звании профессора.
В 1937 году вместе с матерью и старшей сестрой был депортирован. После депортации Цой окончил Крымский медицинский институт в Кзыл-Орде, во время Великой Отечественной войны работал в только что освобождённой от оккупантов Калмыцкой АССР. После окончания войны оказался в Акмолинске, где вскоре был назначен главным хирургом области.
В 1947 году Гилен Цой женился на главном враче роддома Наталье Ивановне, через два года у пары родилось двое сыновей близнецов: Олег и Игорь — оба пошли по стопам отца.
В 1952 году Цоя с группой советских врачей в качестве консультанта по хирургии направили на войну в Корее. После окончания войны Цою предложили остаться в Корее, но он отказался.
В 1962 году Гилен Цой принял участие в 8-м Всемирном противораковом конгрессе в Москве. Будучи в столице, Цой ходатайствовал перед Минздравом СССР об открытии в Целинограде медицинского института.
Гилен Цой награждён орденами Октябрьской Революции, Трудового Красного Знамени, «Знак Почёта», шестью медалями и грамотами Верховного Совета, Золотой медалью Национального научного центра хирургии имени А. Н. Сызганова, награждён дипломами почётного члена Академии медицинских наук, почётными грамотами Казахской ССР.
Издал свыше 220 научных трудов и запатентовал три изобретения. Подготовил восемь кандидатов наук. Его методы и способы лечения заболеваний используют в хирургической практике многие клиники Казахстана и зарубежных стран.
Гилен Цой вплоть до своего 90-летнего юбилея продолжал медицинскую работу в качестве научного и практического консультанта, педагога с богатым хирургическим опытом, из которых 42 года отработал в Медицинском университете Астана. Он пытался не только преподать необходимые знания, но и личным примером привить любовь к профессии. Написал книгу воспоминаний «Линия судьбы».
Умер 21 февраля 2014 года после продолжительной болезни. Похоронен на Городском кладбище Астаны.